# Неа-Зихни
Не́а-Зи́хни (греч. Νέα Ζίχνη) — село в Греции. Расположено на высоте 260 метров над уровнем моря, в 25 километрах к юго-востоку от Сере, в 86 километрах к северо-востоку от Салоник и в 340 километрах к северу от Афин. Административный центр одноимённой общины в периферийной единице Сере в периферии Центральная Македония. Население 2530 человек по переписи 2011 года. Площадь 47,057 квадратного километра. В селе находится кафедра Зихнийской и Неврокопийской митрополии Элладской православной церкви.
Южнее села проходит национальная дорога 12 Сере — Драма.

## География
Село является центром историко-географического региона Зыхна, части Сересской равнины у южного подножия горы Меникио.

## История
В древности городок именовался Ихны (др.-греч. Ζίχνα ή Ἴχναι) и находился на берегу ныне осушённого озера Ахинос (Λίμνη Αχινού). Первоначальный городок в средние века был разрушен болгарами, но был отстроен заново византийцами на новом месте, на равнине недалеко от его прежнего расположения.

### В Османской империи

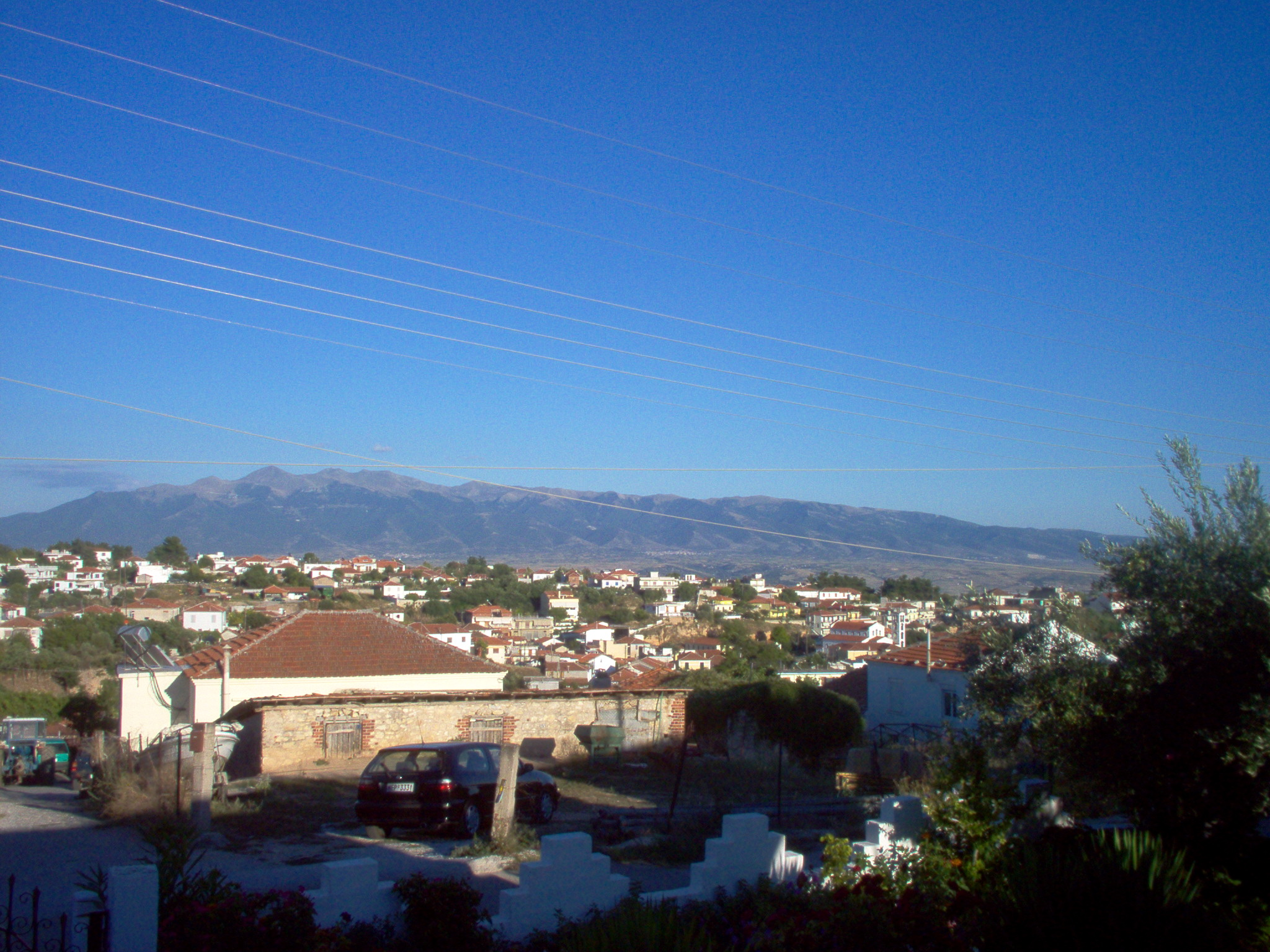
Вид на село Неа-Зихни

При османах городок именовался Зихна (Ζίχνε, тур. Zihne) и административно принадлежал одноимённой казе в Сересском санджаке Салоникского вилайета.
Болгары именовали село Зиляхово.
В XIX веке село было в основном гагаузским. Греческая статистика в 1866 показала что в селе Зихна-Зиляхово живут 1600 греков и 900 турок.
В 1889 году Стефан Веркович отмечает, что село имело 301 гагаузский и 191 турецкий дом.
В 1891 году Георгий Стрезов писал:
В селе есть приличный базар: греческая церковь и греческая школа. Количество домов составляет 550, и с 2000 и более жителями. Большинство из них Гагаузы - христиане, которые говорят по-турецки и себя называют греками. Другие такие деревни в Зохненской местности это Порна, Рахово, Ресилово.
По состоянию на 1900 год, согласно статистике Василь Кончов в Зиляхово проживают 2825 человек, из которых 1750 гагаузов, 120 болгарских христиан, 850 турок, 80 греков, 25 арнаутов христиан.
По данным секретаря болгарского экзархата Димитра Мишева в 1905 году в селе имеется 160 болгар грекоманов, 60 арумын и 1620 гагаузов.

### В Греции
После Второй Балканской войны село вошло в состав Греции. До 1926 года называлось Зильяхова (Ζηλιάχωβα). В Первую мировую войну с 1916—1918 года находилось под болгарским контролем. Данные в марте 1918 года показали, что в селе проживало 2291 житель и имелось 522 дома. По данным переписи 1928 года, Зиляхово состоит из смешанного местного населения и греческих беженцев из Восточной Фракии (229 семей и 882 человека). В 1926 году (ΦΕΚ 55Α) село было переименовано в Зилия (Ζήλεια), а в 1927 году (ΦΕΚ 179Α) — в Неа-Зихни. Во время Второй мировой войны, когда Греция подверглась тройной германо-итало-болгарской оккупации (1941—1945) в деревне расположился болгарский гарнизон Шестьдесят второго пехотного сборного полка.

## Население
| Год  | Население, человек |
| ---- | ------------------ |
| 1991 | 2269               |
| 2001 | 2370               |
| 2011 | ↗ 2530             |

## Известные уроженцы
- Феофил Мироточивый[болг.] (ум. 1548) — преподобный.